# Omadacyclin
Omadacyclin (früher PTK-0796) Ist ein Breitspektrum-Antibiotikum aus der Gruppe der Tetracycline, welches intravenös oder in Tablettenform verabreicht werden kann. Chemisch ist es ein Aminomethylcyclin. In den USA wurde es von der FDA am 3. Oktober 2018 unter den Namen Nuzyra für die Behandlung einer ambulant erworbenen Lungenentzündung (Englisch: community-acquired pneumonia, CAP) und für akute Haut- und Bindegewebsinfektionen zugelassen.

## Entdeckung
An der „Tufts University School of Medicine“ in Boston USA hat ein Team unter der Leitung von Mark L. Nelson über 3000 neue Derivate von Tetracyclin synthetisiert. Zwei Verbindungen, Omadacyclin und Sarecyclin, wurden weiter untersucht. Zum Team gehörte auch Mohamed Ismail. Unterstützt wurden sie von Kwasi Ohemeng und Laura Honeyman von der Firma Paratek Pharmaceuticals, Boston.

## In-vitro- Studien
In-vitro-Studien konnten zeigen, dass Omadacyclin gegen ein weites Spektrum grampositiver Bakterien und eine gewisse Zahl von gramnegativen Erregern wirksam ist. Besonders bedeutsam ist die Wirksamkeit bei folgenden Problemkeimen:
- MRSA (Methicillin-resistenter Staphylococcus aureus)
- Penicillin- und multiresistenter Streptococcus pneumoniae
- VRE (Vancomycin-resistenter Enterococcus)

Eine antibiotische Wirksamkeit von Omadacyclin in vitro wurde auch bei verschiedenen gramnegativen Aerobiern und einigen Anaerobiern gefunden. Ferner ist die Substanz gegen atypische Bakterien wie Legionellen oder Chlamydien wirksam. Die In-vivo-Wirksamkeit von Omadacyclin konnte durch Studien an infizierten Mäusen erfolgreich bestätigt werden. Omadacyclin ist metabolisch stabil. Eine nennenswerte Verstoffwechselung findet nicht statt. Auch konnten keine Wechselwirkungen mit Enzymen des Metabolismus oder mit zellulären Transportern festgestellt werden.

## Wirkungsmechanismus
Ähnlich wie andere Tetracycline hemmt Omadacyclin die bakterielle Proteinsynthese. Dabei zeigte Omadacyclin eine Wirkung auch bei zwei Hauptarten der Tetracyclineresistenz: dem Eflux und der ribosomalen Protection. Beim Eflux entledigen sich die Bakterien des Antibiotikums durch Transport nach außen. Bei der ribosomalen Protection verhindert ein spezieller Mechanismus den Angriff des Tetracyclins auf die bakteriellen, proteinsynthetisieren Ribosomen.

## Klinische Ergebnisse
In einer Phase-II-Studie wurden Sicherheit und Effektivität von Omadacyclin im Vergleich zu Linezolid bei der Behandlung komplizierter Haut- und Bindegewebesinfektionen geprüft. Als komplizierte Haut- und Bindegewebesinfektionen bezeichnet man Erkrankungen, welche tiefe Bindegewebesschichten der Haut betreffen oder eine chirurgische Intervention erfordern, wie zum Beispiel infizierte Geschwüre, Verbrennungen oder größere Abszesse. In der Studie, an der 11 Zentren in den USA beteiligt waren, wurden entweder 100 mg Omadacyclin intravenös täglich oder 600 mg Linezolid zweimal täglich intravenös verabreicht. Es gab die Möglichkeit die Dosis auf 200 mg Omadacyclin oral umzustellen oder zweimal täglich 600 mg Linezolid oral zu verabreichen. Die Behandlung mit Omadacyclin wurde gut vertragen und erwies sich als effektiv bei der Behandlung von komplizierten Haut- und Bindegewebesinfektionen.
Im Juni 2013 hat die US Food and Drug Administration (FDA) Omadacyclin als „qualified infectious disease product“ bei der Behandlung von akuten Haut- und Bindegewebesinfektionen sowie ambulant erworbenen Lungenentzündungen anerkannt.
Im Juni 2015 wurde der OASIS-1-Trial, eine nicht-Unterlegenheits-Phase-III-Studie, mit 650 Patienten begonnen, bei der Omadacyclin mit Linezolid bei der Behandlung akuter Haut- und Bindegewebesinfektionen verglichen wurde. Von den Studienteilnehmern hatten 206 entzündliche Wundkomplikationen, 242 Erysipel oder Zellulitis und 180 größere Abszesse. Nachgewiesene Erreger waren Staphylococcus aureus in 156 Fällen, davon 79 MRSA, Streptococcus anginosus in 47 Fällen, Streptococcus pyogenes 11-mal und Enterococcus faecalis in 10 Fällen. Die Studie bestätigte, dass Omadacyclin bei der Behandlung akuter Haut- und Bindegewebesinfektionen Linezolid nicht unterlegen ist (10 % Grenze). Auch Infektionen mit MRSA zeigten in 83 % nach Omadacyclin-Behandlung eine klinische Besserung. Die Behandlung wurde allgemein gut vertragen. Die häufigsten Nebenwirkungen waren gastrointestinale Symptome (zum Beispiel Übelkeit, Erbrechen oder Durchfall), die mit 18 % bei Omadacyclin etwas häufiger auftraten als bei Linezolid mit 15,8 %.
Um den Wert von Omadacyclin bei der Behandlung von Harnwegsinfektionen zu prüfen, wurde eine Phase-II-Studie gestartet. Die Ergebnisse werden Ende 2019 erwartet.
In der OASIS-2-Studie wurde die orale Gabe von Omadacyclin bei akuten Haut- und Bindegewebesinfektionen geprüft. In dieser Phase-III-Studie wurde die einmal tägliche Gabe Omadacyclin mit der zweimal täglichen von Linezolid verglichen. In einer gemeinsamen Auswertung von OASIS-1 und OASIS-2 konnte die gute Wirksamkeit von Omadacyclin und die nicht-Unterlegenheit gegenüber Linezolid sowohl für die orale als auch für die intravenöse Behandlung bestätigt werden.
Die Wirkung von Omadacyclin im Vergleich zu Moxifloxacin bei ambulant erworbener Lungenentzündung wurde im OPTIC-Trial geprüft. In einer randomisierten, doppeltblinden, nicht-Unterlegenheits-Phase-III-Studie erhielten 386 Patienten 100 mg Omadacyclin intravenös zweimal am 1. Tag, dann einmal täglich. Weitere 388 Patienten bekamen 400 mg Moxifloxazin täglich intravenös. Nach drei Therapietagen war eine Umstellung von Injektion auf Tabletten erlaubt. Der Schweregrad der Lungenentzündung wurde mit dem PSI-Score bestimmt. 57 % der Patienten hatten eine Pneumonie PSI Risk Class III, 28 % Class IV. Neben grampositiven Bakterien wie Streptococcus pneumoniae und Staphylococcus aureus wurden auch gramnegative wie Haemophilus influencae und Klebsiella pneumoniae sowie atytische Bakterien wie Mycoplasma pneumoniae, Legionella pneumoniae und Chlamydia pneumoniae nachgewiesen. Die Auswertung ergab statistisch eine nicht-Unterlegenheit von Omadacyclin im Vergleich zu Moxifloxacin. Allerdings starben in der Omadacyclin-Gruppe 8 Patienten (2,1 %), in der Moxifloxacin-Gruppe dagegen nur 4 (1 %). Therapiebedingte Nebenwirkungen, insbesondere Übelkeit und Durchfall waren nach Moxifloxacin häufiger als nach Omadacyclin.